# 文肯菌属
文肯菌属為拟杆菌目文肯菌科的一属厌氧革兰氏阴性菌。小杆菌。分离于牛、鸡和日本鹑的粪或盲肠标本。此属的模式种为小梭文肯菌(Rikenella microfusus)。

## 下属物种
- 小梭文肯菌 Rikenella microfusus (Kaneuchi and Mitsuoka 1978) Collins et al. 1985